# Ermita del Carmen del Camino
La ermita del ermita del Carmen del Camino o ermita del Carmen Extramuros es un templo ubicado en el municipio de Zamora (Castilla y León, España).
Conserva restos románicos de la edificación original, reconstruida y trasladada a finales de la década de 1960 según proyecto del arquitecto Alfonso Crespo Gutiérrez y el contratista José Arribas. La Ermita de Nuestra Señora del Camino fue edificada cerca de la antigua Puerta de San Torcuato  extramuros de la ciudad, en torno al año 1200. Por necesidades urbanísticas se derribó, fue reedificada junto al antiguo emplazamiento y bendecida el 4 de julio de 1967 por el obispo Eduardo Martínez González.

## Ubicación
Se encuentra situada en la avenida de Víctor Gallego, ya en la parte nueva de la ciudad.
Aunque se halla ubicada en la demarcación territorial de la parroquia de San Torcuato, su propiedad la ostenta la Cofradía de Nuestra Señora del Carmen y Correa de San Agustín, heredera de la antigua Cofradía de Nuestra Señora del Camino, cuyas noticias documentales alcanzan el siglo XVI. Coloquialmente se le conoce con el título de Carmen del Camino o Carmen de afuera, para distinguirla de la iglesia de San Isidoro o del Carmen de dentro, cercana a la Catedral.

## Historia
La primitiva ermita constaba de una sola nave, más capilla Mayor con camarín, con una capilla dedicada al santo Cristo del Camino adosada a su costado septentrional y diversas dependencias al meridional, donde se ubicaban las dos puertas de acceso. Hoy presenta una larga nave trapezoidal, precedida de un atrio cerrado, y sacristía adosada al testero.
En la fachada principal, bajo la espadaña levantada por Manuel Sipos en 1828, fueron reubicados cinco canecillos románicos procedentes del antiguo edificio. De él se conservan en el atrio un lucillo de enterramiento formado por dos arcos de medio
punto abocelados sostenidos pro triples columnas con capiteles vegetales, colocado a modo de doble ventana, y el epitafio de Menendo Bermúdez, fallecido en 1234, embutido en el muro derecho.
Por encima de la puerta de acceso al interior de la nave va colocada una gran serpiente, restaurada por Antonio Crespo en 1967, cuya procedencia y captura han alimentado la leyenda, aunque posiblemente se trate del exvoto de un indiano.
La Ermita del Carmen que se demolió a finales de los años 60, era de planta rectangular de una sola nave y de cabecera plana. Se ha edificado un poco más lejos, pero no ha conservado nada de su estructura románica ni en su planta ni en su alzado. Solo conservaron, quizá obligados por Bellas Artes, algunos canecillos, muy pocos, seis, colocados en su fachada de ingreso, al lado este. Dos de ellos son similares a los de la Catedral, y otro, es de lóbulos horizontales. También salvaron
un lucillo de enterramiento de porte muy airoso y elegante, colocado por el arquitecto como ventana en el nuevo edificio. Es de doble arco de medio punto, sostenido por nueve columnas cortas de capiteles con hojas que rematan en volutas. Sostienen cada arranque del arco tres columnas. Este lucillo evidencia una indudable influencia del de Santiago el Burgo.
Junto a la entrada de la reconstruida Iglesia del Carmen del Camino existe una cruz, que corresponde con una de las estaciones del Calvario de las “Tres Cruces”.